# Heteropoda udolindenberg
Heteropoda udolindenberg là một loài nhện trong họ Sparassidae.
Loài này thuộc chi Heteropoda. Heteropoda udolindenberg được Peter Jäger miêu tả năm 2008.